# Queen Stars Brasil
Queen Stars Brasil es un programa de telerrealidad y competición brasileña producido por Endemol Shine Brasil para HBO Max. El programa muestra a Pabllo Vittar y Luísa Sonza en su búsqueda del trío formado por las drag queens más talentosas del país. Pabllo y Luísa hacen el papel de presentadores, mentores y jueces, ya que los participantes reciben diferentes desafíos en cada episodio. Queen Stars Brasil tiene un panel de jueces compuesto por Tiago Abravanel, Vanessa da Mata y Diego Timbó. En cada episodio, hay otro jurado invitado, que critica el progreso de los concursantes a lo largo de la competencia.

## Formato del programa
El telerrealidad presenta al público una competencia entre 20 drag queens que buscan el podio pop a lo largo de ocho episodios. En los primeros dos episodios de la telerrealidad, 5 participantes son eliminados de la competencia y del tercer episodio, un cambio de juego con el llamado "trío queen stars". Cada semana, el trío cambia según las tres mejores actuaciones del episodio. El trío decide qué queen entre las demás quieren ver en el banquillo y junto a eso hay una votación (excepto el trío queen star) donde la queen con más votos pasa al banquillo con la elegida por el top 3; en caso de empate, el poder vuelve a las manos del trío. El objetivo del telerrealidad es formar el primer trío pop de drag queens y esto se logra en el episodio final, donde del top 5 solo 3 son consagradas las verdaderas trío queen stars. Además de ser coronado, cada integrante del trío recibe el valor de R$100.000 y un contrato con el sello Universal Music Brasil.

## Jueces
El panel de jueces está constituido por tres jueces continuos y uno o más invitados por capítulo.
| Juez            | Temporadas |
| Juez            | 1          |
| --------------- | ---------- |
| Pabllo Vittar   | Principal  |
| Luísa Sonza     | Principal  |
| Tiago Abravanel | Principal  |
| Vanessa da Mata | Principal  |
| Diego Timbó     | Principal  |

## Temporadas
| Temporada | Estreno             | Final               | Nº de concursantes | Ganadora                             | Finalista(s) | Nº de episodios |
| --------- | ------------------- | ------------------- | ------------------ | ------------------------------------ | ------------ | --------------- |
| 1         | 23 de marzo de 2022 | 14 de abril de 2022 | 20                 | Diego Reddy Allor Leyllah Diva Black | Arquiza Wes  | 8               |

## Concursantes
Las concursantes que han competido en Queen Stars Brasil (20 hasta el momento) son:
(nombre al momento del concurso)
| Lugar     | Temporada 1                                                           |
| --------- | --------------------------------------------------------------------- |
| Ganadora  | Diego Reddy Allor Leyllah Diva Black                                  |
| Finalista | Arquiza Wes                                                           |
| 6.ª       | Katha Maathai                                                         |
| 7.ª       | Sasha Zimmer                                                          |
| 8.ª       | Ashilley Extravaganzza                                                |
| 9.ª       | Ravell                                                                |
| 10.ª      | DaCota Monteiro                                                       |
| 11.ª      | Aimée Lumière Fabio Chiamenti Mercedez Vulcão Naja White Ohana Azalee |
| 16.ª      | Divanna Kahanna Montez Ivana Conda Luka Cortez Luwi Bloom Sarah Vika  |

* Durante una competencia en curso se coloca a las participantes en orden alfabético, a medida que se van eliminando se les otorga su lugar correspondiente. No significa que sea corresponda al orden de eliminación oficial.
     La concursante ganó la temporada.